# Dub letní v Kunratické bažantnici
Dub letní v Kunratické bažantnici je památný strom, který roste v lesním porostu východní části Kunratické bažantnice podél hlavní cesty, přibližně 25 metrů od můstku přes potok proti altánu.

## Parametry stromu
- Výška (m): 28 (30, rok 2016)
- Obvod (cm): 365
- Ochranné pásmo: vyhlášené – kruh o poloměru 11 m na p.č. 1660/1 k.ú. Kunratice
- Datum prvního vyhlášení: 24.02.2003[1]
- Odhadované stáří: 170 let (k roku 2016)[2]

## Popis
Dub roste u pěšiny vedoucí k místnímu rybníčku. Má dlouhý rovný kmen, který nese vysoko položenou korunu. Větve z ní vedou do všech stran, ale vzhledem k hustému porostu od počátku výsadby není koruna rozložitá. Jeho zdravotní stav je velmi dobrý.

## Historie
Strom byl vysazen kolem roku 1845. Bažantnice, v níž roste, má rozlohu 11,3 hektaru a na nedaleký zámek navazuje rohovým napojením. Její koncept, stejně jako koncept protější zámecké zahrady, je barokní a vznikl v letech 1730–1734. Bažantnice je volně přístupná jako les zvláštního určení.

## Památné stromy v okolí
- Dub letní U Vesteckých
- Dub letní - v bažantnici u východní brány
- Lípa srdčitá - u zadní brány parku

## Turismus
Okolo dubu vede turistická značená trasa  3128 od kostela v Kunraticích k Dolnomlýnskému rybníku.